# Michela Murgia
Michela Murgia   (Cabras, 3 de juny de 1972 - Roma, 10 d'agost de 2023) va ser una escriptora, dramaturga, crítica literària i tertuliana televisiva sarda, autora de la novel·la L'acabadora i guanyadora dels premis Campiello, Dessì i SuperMondello. Era d'esquerres, feminista i partidària de l'independentisme sard.

## Biografia
Nascuda i criada a Sardenya, la seva formació va ser de base catòlica. Cursà estudis de teologia, va fer de mestra de religió i exercí de monitora i animadora de l'Acció Catòlica. Va concebre un espectacle teatral que va ser representat als actes de clausura de la peregrinació nacional de l'Acció Catòlica, al qual va assistir el papa Joan Pau II.
Els seus pares tenien un restaurant a San Giovanni di Sinis, on hauria d'haver-se quedat a treballar. Però el fet de convertir-se en fill'e anima dels Sanna, un matrimoni fins aleshores sense fills, li va permetre sortir de l'illa per a estudiar. Fou executiva d'una empresa termoelèctrica, però, com que es va negar a ocultar un abocament tòxic il·legal al mar, va ser acomiadada. Posteriorment va fer petites feines: comercialitzadora de multipropietats, assessora fiscal, portera de nit. Una d'elles, la de telefonista a una multinacional fabricant d'aspiradores, la va empènyer a obrir un blog anònim, Il mondo deve sapere, on va relatar les experiències laborals que es vivien a la companyia. Del blog en va sortir un llibre, Il mondo deve sapere. Romanzo tragicomico di una telefonista precaria, on hi descriu l'explotació laboral i la manipulació psicològica a què són sotmesos els treballadors del sector, que va ser tot un èxit. Va ser portat al teatre per David Emmer, protagonitzat per Teresa Saponangelo. Finalment constituí la base inspiradora del film Tutta la vita davanti, de Paolo Virzi.
Posteriorment, al maig del 2008, va publicar, amb el títol de Viaggio in Sardegna, una guia als llocs menys explorats de l'illa. També escrigué el blog Il mio Sinis, un passeig per la península del Sinis, la seva terra natal, que inclou fotografies dels indrets que visita.
Al maig del 2009 publicà la novel·la L'acabadora, que es submergeix a la vida de la Sardenya dels anys cinquanta. Mostra com l'acord d'«adopció», per part d'una família sense fills, d'un infant d'una altra família amb fills però amb dificultats per a procurar-los la subsistència tal com desitjarien, constituïa una pràctica àmpliament acceptada, el fill'e anima, que beneficia a tots els que en participen. A través de la saviesa antiga i de la intensa relació amb la vida dels personatges de la ruralia sarda, també ens apropa al mite de la accabadora, a qui es reconeix la capacitat de discernir quin és el moment en què la dignitat humana reclama ajut per a una bona mort. L'acabadora va ser distingida, a Itàlia, amb nombrosos reconeixements: secció narrativa del Premi Dessí al setembre del 2009, SuperMondello dins el Premi Mondello al maig del 2010 i el Premi Campiello, al setembre del mateix any.
Al 2011 publicà Ave Mary. E la chiesa inventò la donna, un llibre de reflexions, a mig camí entre l'assaig i la denúncia, sobre el paper de la dona en el si de l'església catòlica, un entorn que l'autora coneix molt bé i del qual forma part. El llibre és una revisió de la figura femenina dins del catolicisme, i l'autora hi analitza l'estigmatizació que l'Església ha fet del cos femení al llarg dels segles.
A partir de juny del 2018 va emetre un pòdcast anomenat Morgana, juntament amb Chiara Tagliaferri, on explicava en cada episodi la vida de personatges històrics que han anat a contracorrent.
El 6 de maig del 2023, en una entrevista al Corriere della Sera, va declarar que estava malalta d'un càncer renal en estadi quatre amb metàstasi als pulmons, al teixit ossi i també al cervell, i finalment va concloure que li quedaven pocs mesos de vida. El 10 d'agost d'aquell any va morir a l'edat de 51 anys.

## Obres
- Il mondo deve sapere. Romanzo tragicomico di una telefonista precaria, ISBN Edizioni, 2006.
- Viaggio in Sardegna. Undici percorsi nell'isola che non si vede, Einaudi, 2008.
- Accabadora, Einaudi, 2009.
  - L'Acabadora (edició en català), Editorial Proa (A tot vent), 2011. Traducció de Mercè Ubach Dorca.
  - Accabadora (audio-llibre en mp3), Emons, 2009.
- Ave Mary. E la chiesa inventò la donna, Einaudi, 2011.
- Chirú, Einaudi, 2015.
  - Una relació perillosa (edició en català), Editorial Proa, 2018. Traducció de Mercè Ubach Dorca.
- Istruzioni per diventare fascisti, Einaudi, 2018 ISBN 9788806240608.
  - Instruccions per fer-se feixista (edició en català), Editorial Empúries, 2019, ISBN 9788417016906, traducció de Mercè Ubach Dorca.
- Noi siamo tempesta, Salani, 2019.
  - Som tempesta. Històries col·lectives que han canviat el món (edició en català), Edicions 62 (fanbooks), 2020. Traducció de Xavier Solsona Brillas.
- Morgana. Storie di ragazze che tua madre non approverebbe, juntament amb Chiara Tagliaferri, Mondadori, 2019.
- Morgana. L'uomo ricco sono io, juntament amb Chiara Tagliaferri, Mondadori, 2021.